# Centralsjukhus
Ett centralsjukhus är ett viktigare sjukhus.

## Finland
Varje välfärdsområde har ett centralsjukhus, till exempel:
- Satakunta centralsjukhus
- Vasa centralsjukhus

I Helsingfors och Åland som inte ingår i något välfärdsområde finns:
- Helsingforsregionens universitetscentralsjukhus
- Ålands centralsjukhus

## Sverige
I Sverige är det ingen standardiserad beteckning. Det finns:
- Centralsjukhuset Karlstad
- Centralsjukhuset Kristianstad